# Gmina Haarby
Gmina Haarby (duń. Haarby Kommune) - istniejąca w latach 1970-2006 gmina w Danii w  okręgu Fionii (Fyns Amt).
Siedzibą władz gminy było miasto Haarby. 
Gmina Haarby została utworzona 1 kwietnia 1970 na mocy reformy podziału administracyjnego Danii. Po kolejnej reformie administracyjnej w roku 2007 weszła w skład nowej gminy Assens.

## Dane liczbowe
- Liczba ludności: (♀ 2471 + ♂ 2566) = 5037
  - wiek 0-6: 8,0%
  - wiek 7-16: 14,7%
  - wiek 17-66: 60,5%
  - wiek 67+: 16,8%
- zagęszczenie ludności: 63,8 osób/km² (2004)
- bezrobocie: 5,0% osób w wieku 17-66 lat
- cudzoziemcy z UE, Skandynawii i USA: 115 na 10 000 osób
- cudzoziemcy z krajów Trzeciego Świata: 145 na 10 000 osób
- liczba szkół podstawowych: 3 (liczba klas: 38)